# 完颜承裕
完颜承裕（12世纪？—1213年），金朝宗室，女真名胡沙（忽沙），野狐岭战役中金国的主帅。
胡沙原为符宝袛候，历任中都左警巡副使、西南路招讨副使。泰和六年（1206年），从成纪攻打南宋，败于吴曦。八年（1208年），转任归德府尹、临潢府尹。大安三年（1211年），出任参知政事，和独吉思忠（独吉千家奴）抵御蒙古成吉思汗，在乌沙堡（河北省张北县西北）、会河堡（河北省万全县西），全军覆没，胡沙只身逃回。崇庆元年（1212年），为陕西安抚使。次年，为元帅右都监兼咸平路兵马都总管，被耶律留哥所败，改为辽东宣抚使，不久去世。

## 延伸阅读
[在维基数据编辑]
 《金史·卷93》，出自脱脱《遼史》